# Calomyscus baluchi
Calomyscus baluchi is een zoogdier uit de familie van de muishamsters (Calomyscidae). De wetenschappelijke naam van de soort werd voor het eerst geldig gepubliceerd door Thomas in 1920.

## Voorkomen
De soort komt voor in Afghanistan en Pakistan.